# Salah Sultan
Salah Sultan är en muslimsk religiös ledare och islamist.

## Allmänt
Salah Sultan har tillbringat en stor del av sitt liv i USA, men hans ansökan om att erhålla amerikanskt medborgarskap har blivit avslagen. Salah Sultan anses som en framträdande medlem av The International Union of Muslim Scholars (IUMS), vilken leds av Yusuf al-Qaradawi som ses som Muslimska brödraskapets spirituella ledare. Han tillhör även det Europeiska fatwarådet och the Fiqh Council of North America, samt the Islamic American University.

## Verksamhet i Sverige
Salah Sultan har deltagit i konferenser som har anordnats av Islamiska förbundet i Sverige, som har stått under ledning av Omar Mustafa och Abdirizak Waberi. Dennes medverkan har blivit föremål för kritik.